# Heartbreaker (песня will.i.am)
«Heartbreaker» — второй сингл американского рэпера will.i.am, лидера хип-хоп группы The Black Eyed Peas, из его третьего сольного альбома Songs About Girls. Британская версия сингла включает вокал певицы Шерил Коул, эта версия входит в её дебютный сольный альбом 3 Words, выпущенный в октябре 2009 года.

## Список композиций
- Британский CD сингл[2]

1. «Heartbreaker» (при участии Шерил Коул) - 3:15
2. «Impatient» (Gutter Remix) — 4:43

- Цифровая дистрибуция[3]

1. «Heartbreaker» (при участии Шерил Коул) — 3:15
2. «Heartbreaker» (видеоклип) - 3:21

## Чарты
| Чарт (2008)                     | Наивысшая Позиция |
| ------------------------------- | ----------------- |
| Дания (Tracklisten)             | 24                |
| European Hot 100                | 11                |
| Ирландия (IRMA)                 | 7                 |
| Moscow Airplay Chart            | 4                 |
| Russian Airplay Chart           | 9                 |
| Великобритания (OCC UK Singles) | 4                 |
| World Singles                   | 27                |